# Стратегічна наступальна операція

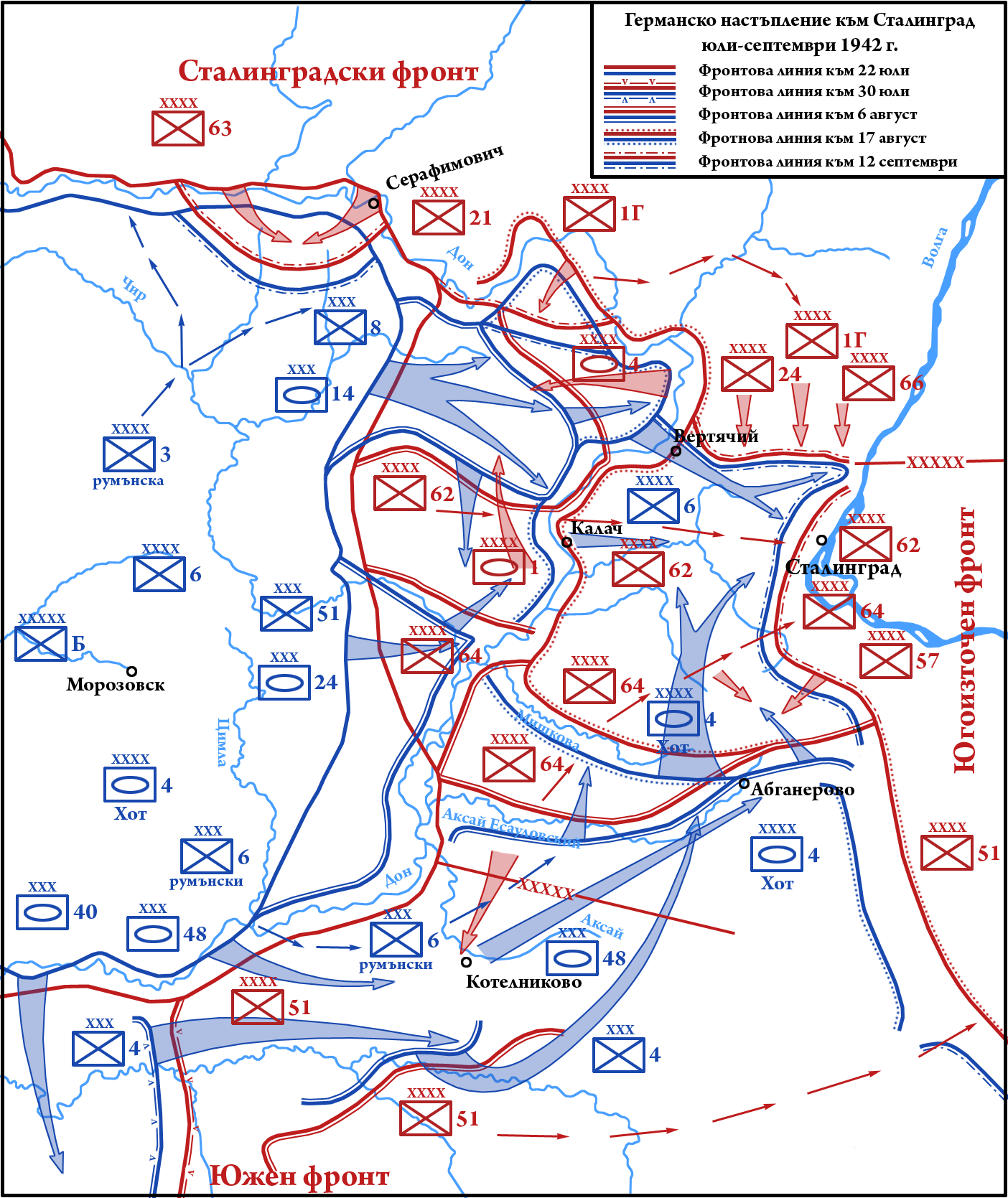
Стратегічний наступ німецького Вермахту за планом операції «Блау» у липні-вересні 1942

Стратегічна наступальна операція Червоної армії за планом «Багратіон» літом 1944 року

Стратегі́чна наступа́льна опера́ція — військова операція, яка у загальному вигляді являє собою сукупність узгоджених й взаємозв'язаних за метою, завданнями, місцем й часом одночасних і послідовних битв, бойових та спеціальних дій, ударів, маневру та дій військ (сил), що проводяться за єдиним замислом і планом шляхом наступу для досягнення стратегічної цілі з метою розгрому сил противника, що протистоять, та опанування певними районами місцевості на певних стратегічних напрямках.
Теорія і практика стратегічних наступальних операцій почали складатися в роки Першої світової війни (Східно-Прусська операція, Галицька битва, Брусиловський прорив).
Подальший розвиток стратегічні наступальні операції отримали в роки Другої світової війни. Ці операції, як правило, проводилися силами груп фронтів (кількох груп армій) у взаємодії з авіацією далекої дії, а на приморських напрямах і військово-морськими силами.
Цілі стратегічних наступальних операцій досягалися різними способами: оточенням великих угрупувань противника з подальшим їх знищенням; розтином стратегічного фронту; дробленням стратегічного фронту і знищенням ізольованих угрупувань по частинах. Всі ці способи в багатьох стратегічних наступальних операціях поєднувалися. При виборі напрямів головних ударів враховувалася вся сукупність політичних, економічних та воєнних чинників. Так, на Східному фронті війни, в першому періоді, головні удари завдавалися по угрупуваннях противника, які загрожували життєво важливим центрам країни (Москва, Ленінград, Кавказ). На завершальному етапі війни головні удари завдавалися на напрямках, які найкоротшим шляхом виводили до економічних та політичних центрів Третього Рейху.